# Савчук Владислав Валерійович
Владислав Валерійович Савчук (нар. 1 листопада 1979, Київ, УРСР) — український футболіст та тренер, виступав на позиції півзахисника.

## Життєпис
Вихованець футбольної школи «Локомотив» (Київ). Перший професіональний клуб — «Поліграфтехніка». Дебютував у футболці олександрійського клубу 14 березня 1997 року в нічийному (0:0) домашньому поєдинку 24-о туру Першої ліги проти донецького «Металурга». Владислав вийшов на поле на 75-й хвилині, замінивши Миколу Білика. У складі «поліграфів» провів 8 матчів у Першій лізі.
У 1998-1999 роках виступав у вищій лізі Білорусі за «Торпедо-Кадіно» (Могильов), зіграв 31 матч і відзначився трьома голами. Перші м'ячі забив 22 травня 1998 року в анульованому пізніше матчі проти «Динамо-93» (3:1), зробивши «дубль».
У сезоні 2000/01 грав у першій лізі України за «Черкаси». Потім виступав у першому дивізіоні Росії за «Том», де провів три неповних сезони. Навесні 2004 року повернувся в Україну і в сезоні 2003/04 років разом з «Металістом» став срібним призером першої ліги. Восени 2004 року грав у першій лізі за луганську «Зорю», яка за підсумками сезону стала бронзовим призером першої ліги.
На початку 2005 року повернувся в «Металіст», в його складі дебютував у вищій лізі України 1 березня 2005 року в матчі проти «Чорноморця». Всього до кінця сезону зіграв 6 матчів у вищій лізі.
Потім виступав у вищому дивізіоні Молдови за «Ністру» (Атаки), в першому дивізіоні Росії за «Содовик», в першій лізі України за «Дніпро» (Черкаси) та в другій лізі Польщі за «Котвиця» (Колобжег). У складі «Ністру» виступав в єврокубках. У 30-річному віці завершив професіональну кар'єру.
На аматорському рівні виступав за «Діназ» (Вишгород) та «Колос» (Ковалівка). У складі «Колоса» неодноразово ставав чемпіоном Київської області, а в 2014 році — бронзовим призером чемпіонату України серед аматорів. Входив до тренерського штабу «Колоса», залишався в ньому й після завершення ігрової кар'єри та виходу клубу в професіональний футбол. Також працював дитячим тренером у ДЮСШ «Арсенал» (Київ). Має тренерську ліцензію «В».